# Otolit
Otolitele sunt microcristale de carbonat de calciu. Ele se găsesc în substanța gelatinoasă din interiorul vestibulului membranos din interiorul urechii.
Funcția de echilibru se realizează astfel : mișcarea corpului este sesizată de către grauncioarele de CaCO3 ( numite otolite) , mișcarea e recepționată de către receptorii pentru echilibru ( celule cu cili din utricula, sacula,  canale semicirculare) , receptorii transmit stimulul la nervul vestibular de unde este trimis la cerebel.